# بییدریگو
بییدریگو (به اسپانیایی: Villodrigo) یک شهرستان در اسپانیا است که در استان پالنسیا واقع شده‌است.

## خصوصیات
بییدریگو ۸ کیلومترمربع مساحت و ۱۲۸ نفر جمعیت دارد.